# José Antonio Canales Motiño
José Antonio Canales Motiño (ur. 19 marca 1962 w La Lima) – honduraski duchowny katolicki, biskup diecezjalny Danlí od 2017.

## Życiorys
Święcenia kapłańskie otrzymał 12 października 1996. Inkardynowany do diecezji San Pedro Sula, pracował głównie jako duszpasterz parafialny (w latach 2015–2017 kierował parafią katedralną). W latach 1999–2002 pełnił funkcję wikariusza generalnego diecezji.
2 stycznia 2017 papież Franciszek mianował go biskupem diecezjalnym Danlí. Sakrę biskupią przyjął 11 marca tegoż roku.